# Lac Kinbasket
Le lac Kinbasket (en anglais : Kinbasket Lake) est un lac de barrage près de Valemount en Colombie-Britannique, au Canada. Bien qu'un lac était déjà existant, la forme actuelle est le résultat de la construction du barrage Mica.